# سام ألفيس
سام ألفيس (بالبرتغالية: Sam Alves‏) هو مغني برازيلي، ولد في 3 يونيو 1989 في فورتاليزا في البرازيل.

## وصلات خارجية
- سام ألفيس على موقع IMDb (الإنجليزية)
- سام ألفيس على موقع ميوزك برينز (الإنجليزية)
- سام ألفيس على موقع ديسكوغز (الإنجليزية)